# Проне-Городище
Проне-Городище (Мочильское Городище) — село в Михайловском районе Рязанской области России. Входит в состав Каморинского сельского поселения.

## География
Село находится на р. Проня.

## История
В 1885 году село входило в состав Виленской волости Михайловского уезда Рязанской губернии, а затем до 1924 года в составе Маковской волости.
Усадьба основана в последней четверти XVIII века дворянином Я.С. Масловым. В середине - второй половине XIX века, усадьбой владел рязанский вице-губернатор, уездный предводитель дворянства, статский советник А.Н. Волков (1819- после 1877). В конце XIX века и в 1910-х годах коллежский асессор, граф Н.П. Баранов (1852-1914).

## Крестовоздвиженская церковь
Основа здания относится к 1765 году.
в 1820-е годы церковь была перестроена и получила замечательные дорические портики. Сохранилась ограда вокруг церкви из белого камня и много старых заброшенных надгробий рядом, возможно, одно из них графа Н.П. Баранова погребенного здесь.

## Население
В 1929 году в селе проживало 548 человек.
| 1859 | 1906 | 1929 | 2010 |
| ---- | ---- | ---- | ---- |
| 301  | ↗479 | ↗548 | ↘9   |

## Этимология
Первый компонент топонима образован от наименования р. Прони, на которой находится населённый пункт.
Второй — от слова городище «место заброшенного города, то есть укрепленного, огороженного поселения; остатки развалин города, его валов, рвов и прочих укреплений».
Также село ранее носило название Мочильское городище.